# Maurice Dumas
Maurice Dumas, pseudoniem van Maurits Boonvang (ook wel abusievelijk gespeld als "Bonavang") (Arnhem, 14 oktober 1878 – Amsterdam, 17 juni 1937), was een Nederlands zanger en humorist.
Maurits was de zoon van de Joodse Isaac Boonvang, van beroep kunstenaar, en Rachel Frank. Het huwelijk van Isaac Boonvang en Rachel Frank vond plaats in Arnhem op 30 oktober 1872. Ze kregen twee kinderen, van wie de oudste zoon Leon Boonvang op 10 januari 1873 in Arnhem werd geboren. Hun jongste zoon Maurits Boonvang werd geboren op 14 oktober 1878.
Dumas begon al op jonge leeftijd op te treden als komiek en vormde met zijn echtgenote Duifje Schuitenvoerder jarenlang een duettistenpaar. Gekleed in een zwarte met rood gevoerde cape en een hoge hoed werd Dumas ongekend populair als humorist-coupletzanger. Hij schreef zijn eigen repertoire (dat vele pikanterieën bevatte), dat vaak geïnspireerd was op de actualiteit. Hij leverde ook veel teksten aan collega's. Hij stond bekend om zijn makkelijk in het gehoor liggende liedjes. De zanger J.H. Speenhoff vond hem 'de beste rijmer onder onze humoristen'. Door critici werden zijn liedjes echter nogal schuin gevonden. Op 13 november 1901 te Amsterdam trouwde Dumas met Schuitenvoerder. Hoewel hij dus keurig getrouwd was, deed zijn repertoire vermoeden dat hij haar ontrouw was.
Dumas was in de periode 1903 tot 1914 de artiest met de meeste plaatopnamen. Hij nam in deze periode bijna 600 liedjes bij het label Applaudando op. Dumas zong zijn eerste nummer voor de plaat in 1905 voor de  International Talking Machine Company (Berlijn), die platen uitbracht onder het label Odeon. Dumas had ook veel succes in het buitenland, met name in Oostenrijk en Frankrijk waar hij zelfs de nodige Franstalige platen opnam. In 1912 werkte hij, tijdens een tournee met onder andere Eduard Jacobs en Louis de Vriendt, in Nederlands-Indië. Zijn echtgenote was daar, onder de naam Duifje de Haas, ook van de partij.
Na de Eerste Wereldoorlog was de onbekommerde tijd van vrolijkheid en pikanterieën voorbij, en daarmee daalde ook zijn populariteit. Hij nam nog een twintigtal platen op, maar zijn magie op het publiek bleek te zijn uitgewerkt. Hij werkte tot ver in de jaren dertig door in ensembles en trad 's zomers op op kermissen. In september 1933 vierde Dumas, vier jaar voor zijn dood, zijn veertigjarig jubileum. Het echtpaar was Joods en zijn echtgenote Duifje Schuitenvoerder werd op 27 november 1942 om die reden om het leven gebracht in het naziconcentratiekamp Auschwitz in het door de nazi's bezette Polen.

## Filmografie
- Bertha van de schiettent (1908)
- Drinken we nog een dropske (1908)
- Hopsalderire (1908)
- Zijn eerste jongen (1908)
- De bekende humoristische zanger Dumas (1912)
- Joseph, laat je broekie zakken (1912)